# 아르타크세르크세스 4세 아르세스

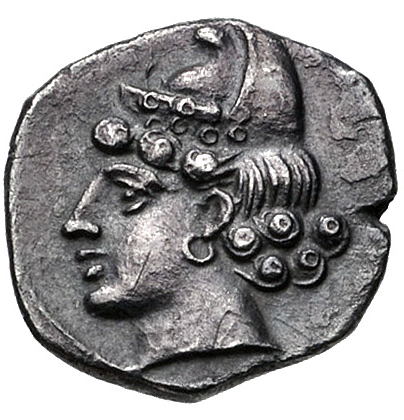

아르타크세르크세스 4세 아르세스(Artaxerxes (Artaxšacā) IV Arses, 페르시아어: اردشيرچهارم, 고대 페르시아어: )는 기원전 338년에서 기원전 336년 사이에 페르시아 제국을 통치한 왕이다. 아르타크세르크세스 3세와 아토사 사이에 태어난 막내 아들이었으며, 우유부단하고 어리석었기 때문에 절대로 아케메네스 페르시아 제국의 왕위에 오르지 못할 것이라고 기대했던 인물이다.

## 생애
궁정의 실권을 쥐고 있는 환관 바고아스는 기원전 338년에 대왕 아르타크세르크세스 3세를 독살하고, 왕자들도 모조리 살해했다. 왕위 계승 순위에서 멀어져 있던 아르세스 혼자만 살아남을 수 있었고 바고아스에 의해 아르타크세르크세스 4세로 왕위에 옹립되었지만 내정의 실권은 완전히 바고아스가 장악하고 있었다. 아르세스는 바고아스를 제거하려고 했지만, 오히려 바고아스에 의해 왕자와 함께 독살되었다. 제위를 둘러싸고 아케메네스 왕조의 유일한 생존자인 다리우스 3세와 바고아스 사이에 분쟁이 이어졌지만, 바고아스도 독살되고 다리우스 3세가 왕위를 이어 받았다.
기원전 340년경 페르시아 제국은 피정복민들을 가혹하게 학대하여 제국 곳곳에서 반란이 일어나면서 사실상 내우외환의 위기에 처해 있었다. 그리스는 마케도니아 왕국의 필리포스 2세가 기원전 380년경에 이미 패권을 주창하였고, 아르타크세르크세스 3세와 필리포스 3세와의 연합을 아르세스가 파기하고 반 마케도니아 세력을 지원한 것에 대해 사죄할 것을 요구해 왔다. 아루세스는 요구를 일축하고 오히려 필리포스에게 군신의 예를 갖출 것을 요구하자 필리포스는 "아케메네스 왕조는 하늘이 보내주신 사람들만 하는 줄로 알았는데 아르세스 같은 인간도 왕을 할 수 있다니"라며 크게 비난했다. 아르세스는 이 소식을 듣고 격분했지만 마케도니아를 침공하지 않았지만 필리포스는 이것을 정복의 기회로 삼아 페르시아 침공을 착수했다.